# Lista de tipos de carne bovina
Lista de tipos (ou cortes) de alimento de origem bovina, onde cada corte da carne bovina possui características particulares, que podem ser classificados de acordo com o gosto e o capital do consumidor.
Os cortes são partes do animal que possuem algumas diferenças: sabor, textura e, suculência (umidade do alimento na boca).

## No Brasil

Cortes de carne no Brasil

Os tipos de cortes de carne bovina no Brasil:
- Acém
- Alcatra
- Animela
- Bucho
- Capa da ponta do contrafilé
- Capa do coxão mole
- Carne de cabeça
- Cérebro
- Contrafilé
- Coração
- Coração de alcatra
- Coxão duro
- Coxão mole
- Cupim bovino
- Dianteiro garrão
- Dianteiro
- Entranha grossa
- Fígado
- Filé mignon
- Fraldinha
- Lagarto
- Língua
- Maminha
- Mondongo
- Omasso
- Paleta
- Patinho
- Peito
- Peixinho
- Pescoço
- Picanha
- Ponta de agulha/costela
- Ponta do contrafilé
- Pulmão
- Queixada
- Rabo
- Rim
- Tendão
- Traseiro garrão
- Traseiro
- Miúdos

## Em Portugal

Cortes de carne de Portugal

Os tipos de cortes de carne bovina em Portugal:
- Lercas — abas do genital feminino da vaca
- Cachaço
- Maça do peito
- Pá/paleta, agulha/ponta de agulha, peito alto
- Chambão
- Coberta do acém, acém comprido
- Prego do peito, aba da costela
- Rosbife, acém, redondo, vazia, entrecôte
- Lombo
- Aba grossa
- Cheio da alcatra
- Alcatra
- Perna
- Pojadouro, ganso, rabadilha
- Aba delgada

## Cortes especiais
Os cortes especiais ou cortes finos, são pedaços do boi que possuem no mínimo 50% da genética de raças europeias; são as raças Habeerden Angus e Hereford, que possuem muita maciez, marmoreio (gordura intramuscular na carne) e, sabor acentuado. Torna-se especial também pelo uso de alta tecnologia na alimentação e na forma de abatimento do animal.
- Picanha: considerada a “rainha das carnes especiais”, comum nas cozinhas do Brasil e da Argentina.[7]
- Ancho (entrecôte ou filé de costela)[7]: corte tradicional na Argentina usado nas parrillas, um pedaço de carne retirado da parte dianteira do contrafilé,[2] é muito macia, suculenta e,[7] com muito marmoreio.[2]
- Chorizo: um pedaço compacto muito macio e sabor acentuado.[2][7]
- T-bone: um corte tradicional dos Estado Unidos feito próximo ao osso, que tem um grande osso no formato de "T" entre a carne.[2] Um pedaço extraído da dianteira do lombo curto,[7] que combina o contrafilé e o filé mignon.[7]
- Bisteca fiorentina ou porterhouse: um pedaço extraído da traseira do lombo curto, parecido com o T-bone.[7]
- Denver steak: um pedaço extraído do acém que tem sabor acentuado e muito marmoreio.[2][8]
- Prime rib: um corte próximo ao osso, considerado um corte de costela especial,[2] feito entre a sexta e a décima segunda vértebra,[7] um pedaço com muita carne que é serrado na transversal no mesmo sentido do osso.[2]
- Short rib: um corte feito próximo ao osso que é extraído da parte dianteira do acém.[2][8] Considerado a parte nobre da costela dianteira.[7]
- Flat iron: um pedaço extraído na parte dianteira do "ombro" do animal (paleta), corte muito macio e com muito marmoreio.[2][8]
- Tomahawk: um pedaço com um osso grande de até 30 centímetros, parecido com o prime rib, extraído da central ou dianteira da costela.[2]
- Brisket ou peito: um corte que demora cerca de 12 horas para ficar pronto para consumo, feito na churrasqueira do tipo smoker, onde o cozimento é feito com calor e a fumaça da brasa.[8]
- Cowboy steak: um corte recém-enobrecido que é extraído da parte dianteira do boi jovem, que possui muito marmoreio e, consequentemente muita suculência.[8]

Os cortes especiais devem ser mal passados, pois assim preserva as qualidades da carne.